# Victoire Brielle
(Victoire Brielle)
Victoire-Françoise Brielle (Saint-Poix, 31 gennaio 1815 – 29 aprile 1847) è stata una religiosa francese.
Il suo corpo fu ritrovato intatto una ventina d'anni dopo la sepoltura nel cimitero di Méral, e soprattutto a tale circostanza è dovuta la successiva nomea di Santa di Méral

## Biografia
Victoire-Françoise nacque nel 1815 in una famiglia fervente cattolica di Méral e Saint-Poix, che si era trasferita a La Grihaine, sempre nella Mayenne, per coltivare i loro terreni.
Nel 1833 entrò nel monastero benedettino del Santissimo Sacramento di Craon  e nel 1835 si trasferì presso le Suore di Évron.
Tornata a casa per problemi di salute, continuò comunque a trascorrere vita religiosa, frequentando la messa ogni mattina, assistendo costantemente poveri e ammalati e dedicando alla preghiera diverse notti della settimana.
Il 21 aprile 1847 preannunciò la propria morte di lì a otto giorni, coincidenza che si avverò il 29 successivo

### La Santa di Meral
Il 20 agosto 1866, quasi vent'anni dopo i suoi funerali e la sua inumazione in terra al cimitero di Méral, il suo corpo fu ritrovato completamente intatto.
Il parroco la fece inumare nuovamente.
Il successivo 3 ottobre la salma fu nuovamente riesumata, e praticamente mummificata fu riconosciuta dal padre e dal fratello.
La tomba divenne da allora meta di pellegrinaggi.
Fu traslata nella cappella di San Giuseppe, costruita fra il 1882 e il 1884.

### Le guarigioni e la beatificazione
Fra le numerose guarigioni attribuite a Victoire Brielle per il suo processo di beatificazione fu analizzata quella di Madame Louveau-Hubert (1938-1939).
Il cardinal Louis-Marie Billé, allora vescovo di Laval (1984-1995), insediò una commissione per aprire il processo di beatificazione.
Il 4 dicembre 1996 Armand Maillard  comunicò, con una nota della Congregazione per le Cause dei Santi, il nulla-osta della Santa Sede per l'apertura della causa di beatificazione.
Il processo diocesano di tre volumi fu depositato a Roma il 19 dicembre 1997.